# Ofrenda de frutos a Nuestra Señora del Pilar

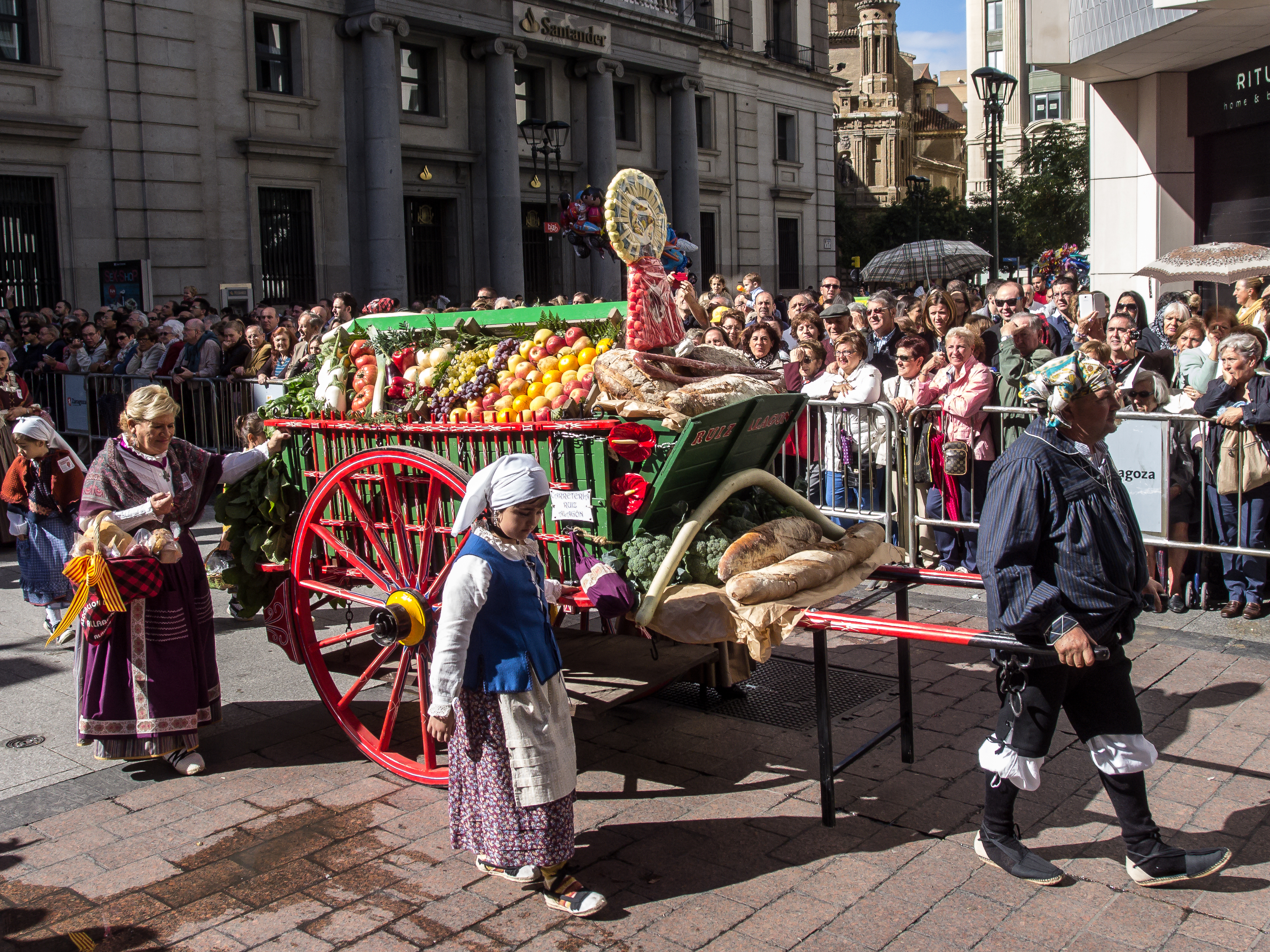
Ofrenda de frutos

La ofrenda de frutos es una celebración que tiene lugar en Zaragoza (España) todos los años con motivo de las fiestas del Pilar.
Se discute la fecha del origen de esta tradición, pero hay constancia de que al menos se celebra desde 1949. Las casas regionales afincadas en la capital aragonesa son las protagonistas de una ofrenda en que se entregan a la Virgen del Pilar frutos procedentes de los más lejanos ricones de España. El día 13 de octubre a mediodía los grupos de oferentes parten de la plaza de Santa Engracia y se dirigen en procesión hasta la plaza del Pilar en donde depositan las cestas con alimentos. Entre ellos, encontramos frutas y verduras pero también repostería o bebidas como vino de diferentes denominaciones. Los participantes van ataviados con sus respectivos trajes regionales y durante el recorrido ejecutan sus bailes y músicas locales. 
Los alimentos recogidos se destinan a diversas casas asistenciales de Zaragoza.